# Upplands runinskrifter 349
Upplands runinskrifter 349 är en försvunnen vikingatida runsten som stått rest i Odenslunda, Frösunda socken och Vallentuna kommun. Det finns inga rapporter kring runstenen sedan 1728. Runstenens höjd är ungefär 1,25 meter och bredden ungefär 0,9 meter.

## Inskriften
Translitterering av runraden:
[uikitil × uk × usur -...u × risa × stin × þina · iftiʀ × ustin × faþ... ... ...þan × on furs × uti × miþ × ala × skibin × kuþ × ialbi × (a)t]
Normalisering till runsvenska:
Vikætill ok Ossurr [let]u ræisa stæin þenna æftiʀ Øystæin, fað[ur] ... [go]ðan. Hann fors uti með alla skipan. Guð hialpi and.
Översättning till nusvenska:
Vikättel och Ossur ... läto resa denna sten efter Östen, sin gode fader. Han förgicks utomlands med hela skeppsmanskapet. Gud hjälpe själen.